# Драшкович, Вук
Вук Дра́шкович (серб. Вук Драшковић, 29 ноября 1946 года, Меджя, Воеводина, ФНРЮ) — сербский политик, дипломат, писатель, в 2004—2007 годах глава МИД Сербии и Черногории, а затем после отделения Черногории, министр иностранных дел Сербии.
Драшкович — организатор крупнейших за всю историю страны демонстраций протеста против Слободана Милошевича.

## Биография
Вук Драшкович родился 29 ноября 1946 года в деревне Меджя в Воеводине — автономном крае Сербии, входившем в состав Федеративной Народной Республики Югославия.

## Политическая деятельность
В 1968 году Драшкович принял участие в студенческих волнениях в Белградском университете. В том же году он окончил юридический факультет Белградского университета и начал работать журналистом в государственном информационном агентстве Телеграфное агентство новой Югославии (ТАНЮГ).
В 1981 году Драшкович ушёл из информационного агентства, выбрав литературную карьеру и написав несколько бестселлеров.

### 1990
В 1990 году Драшкович основал партию «Сербское движение обновления» (СДО). В 1990-х годах он был одной из самых известных фигур сербской оппозиции и возглавлял почти все оппозиционные и антиправительственные движения и протесты: в марте 1991 года, июне 1992 года и июне 1993 года, а также трехмесячные зимние протесты студентов и оппозиции 1996—1997 годов. За свою деятельность получил прозвище «король улиц и площадей». Лидера СДО и его жену Даницу Драшкович дважды арестовывали (в 1991 и 1993 гг.).
Драшкович неоднократно избирался депутатом парламента. В 1990 году на первых выборах в парламент Сербии его партия получила 19 из 250 депутатских мандатов, заняв второе место после Социалистической партии Сербии Слободана Милошевича (194 депутатских мандата).
Осенью 1990 года Драшковичем и его женой Даницей также было сформировано боевое крыло СДО — Сербская гвардия, принимавшая участие в войне за независимость Хорватии на стороне Республики Сербская Краина. Позднее, приговорённый Международным трибуналом по бывшей Югославии к 22 годам тюремного заключения за преступления, совершённые в ходе Косовской войны, генерал-полковник Небойша Павкович заявлял, что вместо него, просто выполнявшего приказы командования, перед судом должен предстать Вук Драшкович за создание никому не подчинявшейся Гвардии.

### 1992
В мае 1992 года Драшкович стал одним из лидеров объединенного блока оппозиции Демократическое движение Сербии (ДЕПОС), который в декабре 1992 года получил 20 из 138 мест на выборах в парламент Союзной республики Югославия, а в декабре 1993 года — 45 депутатских мандатов на выборах в парламент Сербии. В мае 1994 года бывшие союзники по оппозиции СДО и Демократическая партия Сербии разорвали все отношения, а ДЕПОС распался. В ноябре 1996 года блок «Вместе» (состоявший из партии Драшковича, Демократической партии Сербии Воислава Коштуницы, Демократической партии Зорана Джинджича и Сербской радикальной партии Воислава Шешеля) рассчитывал победить на выборах в союзный парламент, но получил лишь 22 места. Осенью 1997 года большинство демократических партий бойкотировали выборы в парламент Сербии, но СДО приняло участие в кампании, получила 45 депутатских мандатов, уступив партиям Милошевича (110 мест) и Шешеля (82 места). Кроме того, Драшкович безуспешно участвовал в выборах президента Сербии: в декабре 1990 года он проиграл Милошевичу, а в 1997 году — его ставленнику, кандидату от Социалистической партии Сербии Милану Милутиновичу.

### 1999
В январе 1999 года СДО вошло в правительственную коалицию, а Драшкович получил пост вице-премьера в правительстве Югославии и занялся вопросами внешней политики. В апреле 1999 года Милошевич уволил Драшковича, который после начала бомбардировок НАТО публично дистанцировался от политики югославского президента. Осенью 1999 года СДО не присоединилось к акциям протеста оппозиционных партий, требовавших отставки Милошевича и создания переходного правительства, однако Драшкович поддержал идею проведения досрочных выборов.
После этого на жизнь Драшковича было совершено два покушения. Первый раз, 3 октября 1999 года на Ибарской магистрали, недалеко от города Лазаревац (в 40 километрах от Белграда) на его автомобиль наехал грузовик с песком. Драшкович и его жена получили лёгкие телесные повреждения, погибли трое охранников и зять лидера СДО. Второй раз, 15 июня 2000 года, в городе Будва на побережье Черногории Драшкович был ранен в собственной квартире — неизвестный стрелял в него через окно. Если в 1999 году Драшкович лишь назвал происшествие организованным покушением, то в 2000 году он публично обвинил в организации второго покушения президента Милошевича.
Позднее, за организацию покушения на Ибарской магистрали, а также за убийство 4 человек была осуждена группа во главе с Милорадом Улемеком «Легией» (бывший командир спецназа СГБ Сербии «Красные береты», ранее возглавлявший спецназ «Супер тигры» в Сербской добровольческой гвардии). Сам «Легия» был приговорён к 40 годам заключения.

### 2000-е
24 сентября 2000 года Драшкович не принял участия в досрочных выборах президента Союзной республики Югославия, а его ставленник Воислав Михайлович набрал, по официальным данным, лишь 2,90 процента голосов и занял четвёртое место, уступив Коштунице (48,96 процента), Милошевичу (38,62 процента) и Николичу (5,79 процента). 5 октября 2000 года Милошевич, отказавшийся признавать победу Коштуницы в первом туре (по данным оппозиции, их кандидат набрал более 50 процентов голосов), был свергнут в ходе так называемой «бульдозерной революции». На выборах 23 декабря 2000 года СДО потерпело полное поражение: в парламенте Сербии оно не получило ни одного места, а в союзном парламенте — всего один мандат. В сентябре 2002 года Драшкович принял участие в первом туре выборов президента Сербии, но проиграл и не прошёл во второй тур. Правда, выборы так и не были признаны состоявшимися из-за низкой явки избирателей.
28 декабря 2003 года на выборах в сербский парламент партия Драшковича в коалиции с «Новой Сербией» получила 22 депутатских мандата и сформировала коалицию вместе с Демократической партией (53 места), Демократической партией Сербии (37 места) и «Группой 17+» (34 места).
В апреле 2004 года Драшкович стал министром иностранных дел в правительстве республики.
21 января 2007 года на очередных парламентских выборах партия Драшковича вновь потерпела полное поражение: СДО не получило в парламенте ни одного депутатского мандата. Затянувшиеся переговоры о формировании нового правительства между Демократической партией Сербии премьера Коштуницы и Демократической партии президента Бориса Тадича могли закончиться новыми досрочными выборами, однако 15 мая 2007 года парламент утвердил кабинет министров во главе с прежним премьером. На посту министра иностранных дел Сербии Драшковича сменил бывший советник президента Тадича по внешнеполитическим вопросам Вук Еремич.

## Литературная деятельность
Вук Драшкович написал несколько бестселлеров: романы «Судья», «Нож», «Молитва», «Русский консул», «Ночь генерала». Его литературные произведения были переведены на английский, французский и русский языки.
Экранизация — фильм «Нож» (1999 год).

## Сочинения
- Русский консул. — М.: Молодая гвардия, 1992. — 236 с. — ISBN 5-235-01870-2
- Нож. — М.: Вагриус, 1995. — 462 с. — ISBN 5-7027-0155-0